# Stenopogon pseudosabaudus
Stenopogon pseudosabaudus är en tvåvingeart som beskrevs av Pavel Lehr 1963. Stenopogon pseudosabaudus ingår i släktet Stenopogon och familjen rovflugor. Inga underarter finns listade i Catalogue of Life.